# Tinnitus
Tinnitus aurium (deutsch „Klingeln der Ohren“, lateinisch tinnītus von tinnīre, „klingeln“, auris „Ohr“), kurz Tinnitus oder Ohrgeräusch genannt, bezeichnet ein Symptom, bei dem der Betroffene Geräusche wahrnimmt, denen keine äußeren Schallquellen zugeordnet werden können. Verwandte Bezeichnungen sind Ohrensausen und Phantomgeräusch.

## Definition
Tinnitus ist eine Hörerfahrung, die ohne einen auf das Ohr treffenden Schall ein- oder beidseitig erlebt wird. Sie beruht auf einer Störung der Hörfunktion. Der Höreindruck des Tinnitus hat in der Regel auch nicht irgendeinen Bezug zum Schall in der Umgebung des Patienten. Die Art der scheinbaren Geräusche ist sehr vielfältig: Die auditiven Eindrücke werden als Brummton, Pfeifton, Zischen, Rauschen, Knacken oder Klopfen beschrieben. Das Geräusch kann in seiner Intensität gleichbleibend sein, aber auch einen schwankenden oder sogar rhythmisch-pulsierenden Charakter haben. Es hat jedoch nicht immer eine Ähnlichkeit mit einem Geräusch aus der realen akustischen Umwelt. Auch ist Tinnitus deutlich von auditiven Halluzinationen – sogenannten Akoasmen – abzugrenzen.
Tinnitus kann auch bei der Mehrheit hörgesunder Menschen künstlich erzeugt werden, und zwar bereits durch einen bloßen Aufenthalt von nur wenigen Minuten in einer lautlosen, schallisolierten Kabine. Als mögliche Erklärungen hierfür wurden eine ungewohnte Beeinflussung der normalen Lautstärkeabstimmung im auditorischen Gehirn oder eine Aufdeckung eines bereits vorher vorhandenen – aber durch das normale Umweltrauschen verdeckten – schwachen Tinnitus diskutiert.
Tinnitus wird oft in verschiedene Schweregrade eingeteilt. Biesinger definiert vier Schweregrade:
- Grad I: Der Tinnitus belastet den Betroffenen kaum. Trotz der Ohrgeräusche besteht kein Leidensdruck.
- Grad II: Betroffene kommen noch ohne größere negative Folgen mit ihrem Alltag zurecht. Der Tinnitus wird in bestimmten Situationen oder bei Stress jedoch als belastend erlebt.
- Grad III: Es bestehen dauerhafte Beeinträchtigungen der Lebensqualität sowie der beruflichen Leistungsfähigkeit. Störungen im emotionalen, körperlichen und kognitiven Bereich sind zu erwarten. Noch sind die betroffenen Personen arbeitsfähig.
- Grad IV: Völlige Dekompensation: Betroffene sind beruflich wie privat schwer beeinträchtigt; Erwerbsunfähigkeit, Suizidgedanken oder -versuche.[4]

Ab Grad III spricht man von einem dekompensierten Tinnitus.

## Pulsatiler Tinnitus
Puls-synchrone Ohrgeräusche sind ein durch verschiedene Ursachen hervorgerufenes Symptom, das von idiopathischem Tinnitus abzugrenzen ist. Sie sind meistens einseitig und beruhen oftmals auf einer intrazerebralen (im Gehirn befindlichen) blutgefäßbedingten Ursache, z. B. einer Dissektion der Arteria carotis interna. Eine wichtige Rolle bei der Diagnose spielen daher bildgebende Verfahren. Das Gehör muss beim pulssynchronen Ohrgeräusch intakt sein, denn es existiert gewöhnlich eine echte physikalische Geräuschquelle.

## Verbreitung
Mehr als 25 % der Einwohner der Industrieländer sind im Laufe ihres Lebens von Tinnitus betroffen. In Deutschland nehmen über 15 % der Personen über 65 Jahren ständig und langdauernd Ohrgeräusche wahr. Wegen unterschiedlicher Erfassungsmethoden sind nahezu alle Vergleiche von Studien zur Verbreitung von Tinnitus nach Region, Geschlecht, Alter etc. bislang (Stand 2017) von sehr geringem Wert. Zudem leidet jede siebente Person in Deutschland, Österreich und der Schweiz mindestens einmal im Leben an lang andauernden Ohrtönen.

## Ursachen
Tinnitus kann im Zusammenhang mit vielfältigen anderen Erkrankungen des Ohres oder der Hörbahn auftreten. Dabei wird unterschieden zwischen dem üblichen „subjektiven Tinnitus“ und dem seltenen „objektiven Tinnitus“. Letzterer beruht auf einer im Körper vorhandenen Schallquelle, meist im Innenohr, deren akustische Aussendungen (Emissionen) im Gehörgang als spontane otoakustische Emissionen (SOAE) messbar sind.
Der subjektive Tinnitus ist nur für den Betroffenen selbst vernehmbar und lässt sich akustisch nicht messen, da er nicht auf Schallwellen beruht, sondern auf fehlgesteuerter Nervenaktivität in auditorischen und anderen Teilen des Gehirns. Entsprechend abweichende Gehirnaktivität lässt sich jedoch mit bildgebenden Verfahren darstellen – was bislang (Stand 2017) allerdings nur zu Forschungszwecken geschieht und noch nicht zur Unterstützung von Diagnosen.
Fortschritte zur Objektivierung der Tinnitus-Intensität wurden anhand Nutzung von Nahinfrarotspektroskopie beschrieben.
Studien an Tumorpatienten, denen im Rahmen einer Tumoroperation der Hörnerv durchtrennt wurde, zeigten, dass diese Operationen in der Regel keine oder nur eine geringe Linderung der Tinnitussymptomatik brachten. Dies hat seine Erklärung darin, dass die Ursache des chronischen Tinnitus in der Regel nicht im Innenohr liegt (siehe oben).

Warnzeichen gegen Lärmschwerhörigkeit

Mögliche Ursachen von subjektivem Tinnitus
- Lärmschwerhörigkeit
- Schalltrauma (akut oder chronisch)
- Knalltrauma
- Hörsturz
- Hydrops cochleae
- Morbus Menière
- Bogengangsdehiszenz
- Neuritis vestibularis
- Tauchunfälle
  - Dekompressionskrankheit
  - Barotrauma
- Ototoxische Substanzen
- Akustikusneurinom (ein Tumor der Gehörnerven)
- Kraniomandibuläre Dysfunktion
- Verstopfung des Gehörgangs mit Ohrenschmalz

## Pathophysiologie

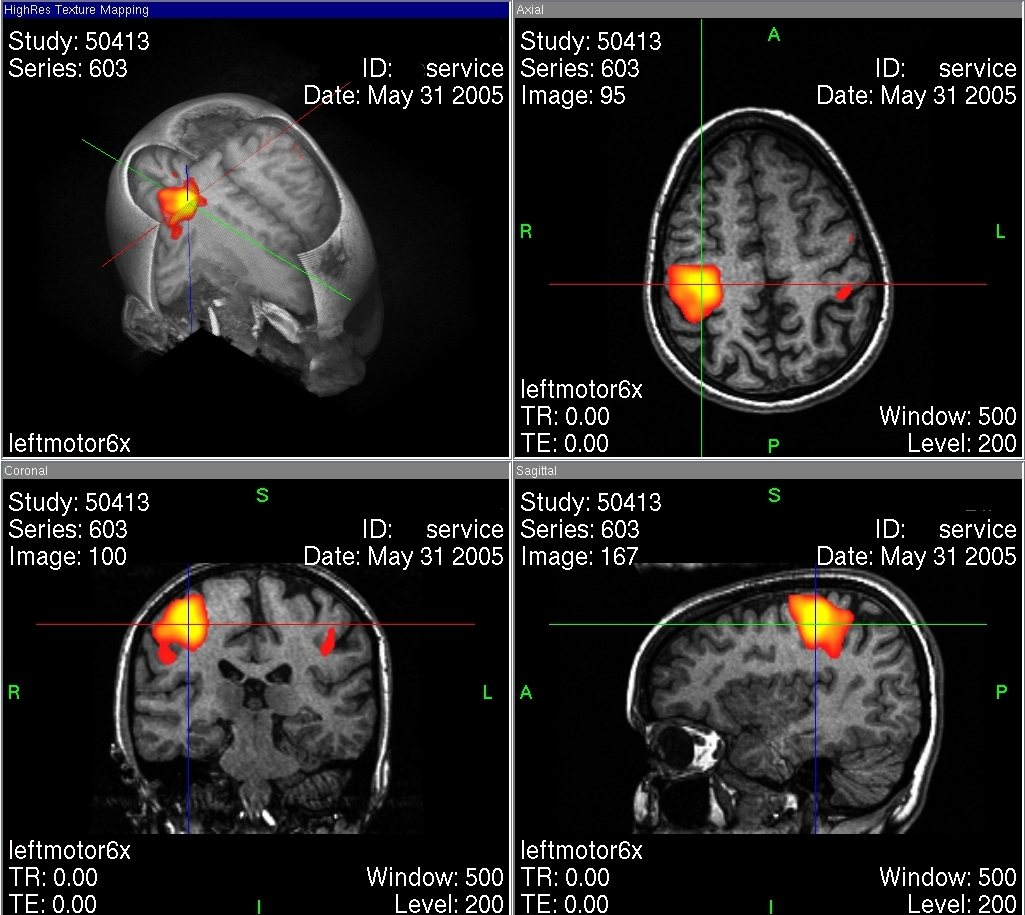
Die funktionelle Bildgebung ermöglicht die Darstellung umschriebener neuronaler Aktivierung

Lange dachte man, dass subjektiver Tinnitus im Innenohr entstehe. Diese Theorie konnte jedoch nicht aufrechterhalten werden, da Tinnitus nach Durchtrennung des Hörnerven in der Regel fortbesteht.
Mit Hilfe von bildgebenden Verfahren konnte gezeigt werden, dass bei Patienten mit Tinnitus die neuronale Aktivität in verschiedenen Gehirnarealen verändert ist. Es wird angenommen, dass Tinnitus – wenn er eine Folge von Hörstörungen ist – in ähnlicher Weise entsteht wie Phantomwahrnehmungen und Phantomschmerzen. Durch wiederholte bewusste Beachtung wird Tinnitus in der Regel verstärkt, und zwar durch nervliche Lernprozesse der Sensitivierung. Auch in dieser Beziehung verhält sich Tinnitus ähnlich wie Schmerz.
Akustischer oder anderweitiger Stress erhöht das Risiko der Auslösung von Tinnitus. Gehirnareale, die hier beteiligt sind, etwa die Mandelkerne, beeinflussen auch die Aktivität in der Hörbahn und hierdurch die mögliche Tendenz zur Tinnituswahrnehmung.
Außerdem zeigten Studien, dass bei Betroffenen die Nervenzellen an nahezu allen Stationen der Hörbahn aktiver sind als bei Menschen ohne Tinnitus. Demnach feuern die Neuronen dieser Menschen öfter spontan und reagieren zudem empfindlicher auf äußere Reize.

## Hyperakusis
Nicht selten ist Tinnitus mit einer Überempfindlichkeit auf Schall auf dem betroffenen Ohr verknüpft. Die Häufigkeit des Auftretens einer Hyperakusis bei schwerem Tinnitus wird mit bis zu 80 % angegeben.

## Mögliche Folgeschäden
Tinnitus kann mit folgenden psychischen Begleiterscheinungen einhergehen:
- Schlafstörungen
- Angstzustände
- Depressionen
- Arbeitsunfähigkeit

Viele Tinnitus-Betroffene bilden jedoch keines der oben erwähnten Symptome aus.
Der oft diskutierte Suizid infolge eines Tinnitus ist umstritten. Einerseits gibt es Patienten, die berichteten, dass sie aufgrund der enormen Stressbelastung durch den Tinnitus an einen Suizidversuch dachten. Retrospektive Studien zeigten jedoch keinen kausalen Zusammenhang zwischen Tinnitus und Suizid. Laut den Schlussfolgerungen dieser Autoren lagen demnach bei Tinnituspatienten, die sich das Leben nahmen, eine Vielzahl weiterer Gründe für ihre Selbsttötung vor (Komorbidität). Einschränkend bleibt festzuhalten, dass retrospektive Untersuchungen mit statistischen Unsicherheiten verbunden sind. Da sich experimentelle prospektive Studien bei einer solchen Thematik aus ethischen Gründen jedoch verbieten, ist eine völlige Klärung des Sachverhalts nicht möglich.
Die Mehrzahl der von Tinnitus betroffenen Patienten kann auf Dauer die Ohrgeräusche gut kompensieren und leidet unter keiner oder lediglich einer geringen Einschränkung der Lebensqualität (Habituation). Dennoch bleiben etwa zwei bis drei Prozent der Bevölkerung in ihrer Lebensqualität durch den Tinnitus beeinträchtigt.

## Formen
Nach dem Zeitraum der Wahrnehmung eines Tinnitus werden im deutschsprachigen Raum in der Regel zwei Phasen unterschieden:
- akuter Tinnitus (bis drei Monate)
- chronischer Tinnitus (über drei Monate)

In der Vergangenheit wurde ein Tinnitus, der zwischen drei und sechs Monaten anhielt, auch als subakut bezeichnet. Bislang gibt es keine wissenschaftliche Grundlage für die Einteilung in zwei bzw. drei Phasen, sie richtet sich lediglich nach Erfahrungswerten. Hierdurch erklären sich die unterschiedlichen Angaben. In der akuten und subakuten Phase kommt es vergleichsweise häufig zu einer spontanen Heilung oder Besserung der Symptome. Je länger der Tinnitus besteht, desto höher ist jedoch die Wahrscheinlichkeit, dass er dauerhaft bestehen bleibt.
Die jüngere Forschung geht mittlerweile davon aus, dass es eine größere Zahl von Unterformen von Tinnitus mit jeweils unterschiedlichen Entstehungskomplexen gibt. Es existieren Hinweise darauf, dass Veränderungen in der Gehirnstruktur von Tinnitus-Patienten zu einer Verstärkung auditorischer Signale führen. Hirnregionen, die dabei betrachtet werden, sind der ventro-mediale präfrontale Cortex und der Nucleus accumbens. Beide Regionen sind involviert bei der Entstehung chronischer Schmerzen.
Dadurch wird es möglich, Tinnitus neben seiner Phasenunterteilung in akut und chronisch weiter nach Ursachen zu untergliedern:
- Beschädigung von Haarzellen im Ohr
- neurologische Veränderungen in der Stammhirnregion
- neurologische Veränderungen im präfrontalen Cortex

Weitere Forschung befasst sich mit dem Phänomen des „somatosensorischen Tinnitus“, vereinzelt auch „somatischer Tinnitus“ genannt. Dabei handelt es sich um eine Form des Tinnitus, bei der der Betroffene durch physische Bewegungen (z. B. durch das Verschieben des Kinns, Druck oder Berühren von Nerven, Muskeln oder Haut am Kopf) den Tinnitus auslösen oder in seiner Intensität oder Tonalität beeinflussen kann.
Die Heterogenität der Ursachen kann eine Erklärung dafür sein, wieso verschiedene Therapieansätze bei einigen Patienten funktionieren und bei anderen nicht, weil unterschiedliche Ursachen auch unterschiedliche Therapien erfordern. Eine weitere Subtypisierung der Tinnitusformen ist daher erforderlich, um spezifische Therapieformen (weiter) zu entwickeln.

## Audiometrische Untersuchung (Tinnitusmatching)
Voraussetzung für das Tinnitusmatching ist die Erhebung eines Tonaudiogrammes, also die Feststellung der Hörschwelle. Fast immer ist Tinnitus mit einer Hörstörung verbunden.
Die Charakteristika eines Ohrgeräusches werden durch audiometrische Untersuchungen erfasst:
- Bestimmung der Tonhöhe des Ohrgeräusches (Vergleichsmessung mit Sinustönen oder Schmalbandgeräuschen).
- Verdeckungsmessung mit Sinustönen oder Schmalbandgeräuschen. Typischerweise kann ein innenohrbedingtes Ohrgeräusch durch Sinustöne oder Schmalbandgeräusche 5–10 dB (bis 20 dB) über der Schwelle verdeckt werden.
- Messung der Residual-Inhibition. Typisch für innenohrbedingte Ohrgeräusche ist, dass das Ohrgeräusch nach Beendigung einer Verdeckung mit Sinustönen oder Schmalbandgeräuschen einige Sekunden unterdrückt wird und erst dann wieder auftritt.
- Hirnstammaudiometrie

## Therapien
In der aktuellen S3-Leitlinie zur Behandlung von Tinnitus (Stand 2021) werden verschiedene Therapieverfahren auf ihre Wirksamkeit überprüft und verglichen. Als einzige wirksame Maßnahmen empfiehlt die offizielle Leitlinie eine beratende Begleitung (Counseling) und eine tinnitusspezifische kognitive Verhaltenstherapie im Einzel- oder Gruppendesign. Alle anderen überprüften Therapieansätze wie Medikamente oder Tinnitus-Masker werden auf Grund fehlender Wirksamkeitsnachweise nicht empfohlen.
Wegen der vielfältigen möglichen Ursachen des Tinnitus kommt der exakten Diagnose bei Tinnituspatienten eine entscheidende Bedeutung zu. Verschiedene Behandlungen werden angewandt: akustische Stimulation, verhaltenstherapeutische Ansätze, medikamentöse Therapieverfahren, Physiotherapie, magnetische und elektrische Gehirnstimulationsverfahren.

### Kognitive Verhaltenstherapie
Nachweise bestehen für die Wirksamkeit von kognitiver Verhaltenstherapie für Patienten mit Tinnitus. Zwar wurde keine Verringerung der empfundenen Lautstärke des Tinnitus erreicht, jedoch nahmen die Anzeichen von Depression ab, die allgemeine Lebensqualität verbesserte sich und der Tinnitus wurde als weniger belastend eingestuft.

### Tinnitus-Retraining-Therapie
Eine Kombinationstherapie bestehend aus kognitiver Verhaltenstherapie und akustischer Stimulation (Tinnitus-Retraining-Therapie) zeigt keine höhere Wirksamkeit als kognitive Verhaltenstherapie allein und wird daher nicht empfohlen.

### Medikamentöse Behandlungen bei akutem Tinnitus
Bei neu auftretendem Tinnitus erfolgte im deutschsprachigen Raum manchmal eine medikamentöse Behandlung mit Vitamin-E-Präparaten, Magnesium, Glukokortikoiden, intravenös gegebenen Lokalanästhetika wie Procain sowie durchblutungsfördernden Wirkstoffen (zum Beispiel Pentoxifyllin, HES oder pflanzliche Ginkgo-Präparate). Die Medikamente wurden je nach Ausprägung und vermuteter Ursache des Tinnitus entweder als Tablette oder intravenös (als Infusionen) verabreicht. Qualitativ hochwertige Vergleichsstudien, die eine Überlegenheit eines bestimmten Medikaments gegenüber einem anderen zweifelsfrei belegen konnten, gibt es nicht. Ebenso konnte kein Nachweis dafür erbracht werden, dass eines der Medikamente eine höhere Wirkung als die Verabreichung eines Placebos erzielt. Der Einsatz erfolgte vielmehr aus Erfahrungswerten und inzwischen überholten theoretischen Überlegungen heraus. Angesichts der unbewiesenen Wirkung, hoher Kosten und möglicher Nebenwirkungen ist dieses Vorgehen jedoch nicht mehr aktuell. In Ländern wie den USA und Großbritannien sowie im skandinavischen Raum war die so genannte Infusionstherapie des akuten Tinnitus unüblich. Die 2019 publizierte europäische multidisziplinäre Leitlinie für Tinnitus spricht eine Empfehlung gegen die medikamentöse Behandlung des Tinnitus aus, da es keine Hinweise für deren Wirksamkeit gibt, wohl aber Nebenwirkungen wahrscheinlich sind.

### Medikamentöse Behandlungen bei chronischem Tinnitus
Medikamentöse Behandlungen von chronischem Tinnitus sind umstritten. So bemängeln Mediziner insbesondere den langfristigen Einsatz durchblutungsfördernder Medikamente. Mit Kosten von jährlich mindestens 100 Millionen DM (= ca. 51 Millionen Euro), so eine Hochrechnung aus dem Jahr 1999, sei hierbei zu rechnen, „obwohl die Wirksamkeit derartiger Substanzen wissenschaftlich nicht erwiesen ist und die Symptome in aller Regel trotz Medikamenteneinnahme bestehen bleiben“. Darüber hinaus wird die Gefahr möglicher Nebenwirkungen betont.
Nicht minder kontrovers diskutiert werden Tinnitustherapien mit Substanzen, die in den Neurotransmitter-Haushalt eingreifen. Hierzu zählen u. a. Caroverin, Flupirtin, Glutaminsäure, Glutaminsäurediethylester, Memantin und Neramexane, deren Wirksamkeitsnachweis in kontrollierten Studien nicht erbracht werden konnte. Auch der Versuch, entsprechende Medikamente im Rahmen einer placebokontrollierten Studie gezielt mittels eines Katheters im Innenohr zu verabreichen, blieb erfolglos.
Ohne langfristigen Erfolg blieben Studien, in denen Patienten Tabletten mit dem Wirkstoff Tocainid, Carbamazepin oder Gabapentin erhielten.
„Auf der Grundlage systematischer Überprüfungen und randomisierter Studien sind mit hoher Evidenz Betahistin, Ginkgo biloba [(s. o.)], […] Benzodiazepine, Zink, Melatonin, Cannabis, Oxytocin, Steroide [d. h. Glucocorticoide, (s. o.)] […] nicht wirksam gegen chronischen Tinnitus.“
Einzig das lokale Anästhetikum Lidocain konnte in hoher Dosis bei intravenöser Applikation Ergebnisse erzielen, die einer Placebo-Behandlung signifikant überlegen waren. Jedoch hielt die Wirkung in den entsprechenden Studien nur für sehr kurze Zeit an. Darüber hinaus wurde eine hohe Rate von Nebenwirkungen beobachtet, sodass eine langfristige Therapie mit Lidocain nicht in Frage kommt.
Ebenfalls ohne Wirksamkeitsnachweis bleiben Methoden und Arzneistoffe der Homöopathie und der traditionellen chinesischen und koreanischen Medizin.
Der Nutzen von Antidepressiva konnte nur bei Tinnituspatienten gezeigt werden, die an Tinnitus und Depressionen litten.

### Sonstige Therapieversuche
Seit 2008 wird transkranielle Magnetstimulation als Möglichkeit zur Milderung von Tinnitus erforscht. Dabei werden gezielt diejenigen Gehirnareale, die bei Tinnituspatienten in der Aktivität verändert sind, durch magnetische Stimulation beeinflusst (moduliert). Mehrere Studien deuten an, dass mit dieser Methode die Tinnituswahrnehmung und -belastung teilweise gelindert werden kann.
Elektrische Neurostimulation wird seit 2006 experimentell angewendet, um eine mögliche therapeutische Eignung je nach Tinnitus-Art und Patientengruppe zu erforschen.
Akustische Stimulationen (Verdeckung durch Geräusche, patientenspezifisch gefilterte Musikanwendungen („notched music“), „Coordinated-Reset“-Neuromodulation) haben bisher – Stand 2017 – keine Ergebnisse erzielt, die eine Empfehlung für den allgemeinen therapeutischen Einsatz rechtfertigen würden.
Eine europäische Leitlinie von 2019 gab eine schwache Empfehlung für eine Anwendung von Hörgeräten, wenn Tinnitus zusammen mit Hörverlust auftritt. Dabei kann eventuell durch Verstärkung der Umgebungsgeräusche die Wahrnehmung des Tinnitus reduziert werden. Die Versorgung mit einem Cochlea-Implantat wegen Hörverlust kann Tinnitus lindern, jedoch auch verstärken und neu auftreten lassen.
Es gibt eine Vielzahl alternativer Behandlungsmethoden, die jedoch größtenteils sehr umstritten sind. Unter anderem wird die Stellatum-Blockade zur Erweiterung der Blutgefäße in Kopf und Hals, die hyperbare Sauerstofftherapie oder die Zeileis-Methode verwendet. Die Patienten müssen die Kosten für diese Behandlungen in der Regel selbst aufbringen, da ihre Wirkung unbewiesen ist. Zu berücksichtigen ist, dass Tinnitus in der Akutphase auch ohne Behandlung leiser werden bzw. ausheilen kann.
Eine Studie aus dem Jahr 2006 deutet auf eine wichtige Rolle der Erwartungshaltung von Tinnituspatienten hinsichtlich des vermeintlichen Therapieerfolges hin. Tinnituskranke, die vor Behandlungsbeginn eine positive Einstellung zur hyperbaren Sauerstofftherapie hatten, vermeldeten demnach deutlich häufiger Verbesserungen als solche mit einer neutralen oder negativen Einstellung.
In der Hypnotherapie wird Tinnitus methodisch vergleichbar der hypnotischen Anästhesie durch Suggestionen zum Ausblenden der störenden Reize behandelt. Das Ziel der Behandlung ist die Gewöhnung (Habituation). Die in Trance erzielten Ergebnisse werden durch posthypnotische Suggestionen gefestigt. Randomisierte kontrollierte Studien an Tinnituspatienten liegen zu dieser Behandlung bislang nicht vor.
Ginkgo, das in mehreren Testreihen intensiv untersucht wurde, erzielte bei chronischem Tinnitus die gleichen Ergebnisse wie ein Placebo-Präparat. Auch die Wirkung auf akute Ohrgeräusche kann nicht durch qualitativ ausreichende klinische Studien gestützt werden. Die Wirksamkeit einer Ginkgotherapie muss daher stark in Zweifel gezogen werden.
Bezüglich einer Kieferkorrektions-Therapie liegen weder qualitativ ausreichende Studien vor, die einen kausalen Zusammenhang zwischen Störungen in Kauapparat oder Kiefer (kraniomandibuläre Dysfunktionen) und Tinnitus belegen, noch solche, die die Wirksamkeit einer derartigen Therapie bei Tinnitus beweisen.
Zur Anwendung der Low-Level-Lasertherapie, bei der das Innenohr von außen mit einem Laser bestrahlt wird, gibt es in der fachlichen Sekundärliteratur weder wissenschaftlich begründete Konzepte noch aussagekräftige Studien.
Zur Klangtherapie, die mit Musik die Funktion des Ohres wiederherstellen soll, gibt es bislang weder wissenschaftlich begründete Konzepte noch aussagekräftige Studien. Das Gleiche gilt für die umstrittene Tomatis-Therapie, bei der speziell verzerrte Musikstücke (meist von Mozart) über Kopfhörer gehört werden.
Zu den neuesten Therapieansätzen zählt die bimodale Neuromodulation. Dabei wird einerseits ein akustisches Signal über einen Kopfhörer gesendet, andererseits erfolgt gleichzeitig eine elektrische Stimulation des Nervus trigeminus über die Zunge des Patienten. In mehreren klinischen Studien wurde bereits die Wirksamkeit, auch im Kontrast zu anderen Behandlungen, untersucht.

### Allgemeine Regeln zum Umgang mit Tinnitus
Der Patient sollte sich möglichst wenig Stress und keiner zu starken akustischen Belastung aussetzen. Um sich nicht auf das Ohrgeräusch zu konzentrieren, könnte akustische Ablenkung genutzt werden, zum Beispiel leise rhythmische Musik. Das ist eine gute Möglichkeit, die Einschlafprobleme, die häufig mit starkem Tinnitus verbunden sind, zu mildern. Generell sollte verhindert werden, dass sich das gesamte Denken und Fühlen des Patienten immer mehr um die Wahrnehmung des Geräusches dreht, da hierdurch erfahrungsgemäß der Leidensdruck wächst. Absolute Stille führt leicht zur Konzentration auf das Ohrgeräusch und verstärkt es subjektiv.
Nach sechs bis zwölf Monaten spricht man von einem chronischen Tinnitus. Dann ist es vor allem wichtig, dass der Betroffene lernt, mit dem Ohrgeräusch umzugehen. Oft tritt nach längerer Zeit eine Gewöhnung an das Geräusch ein, und der Patient empfindet es nicht mehr als so stark störend wie zu Anfang. Hierbei können psychologische Hilfe und Selbsthilfegruppen den Patienten unterstützen (siehe oben: Kognitive Verhaltenstherapie).
Eine wissenschaftliche Grundlage für die nach wie vor häufig ausgesprochene Empfehlung, bei Tinnitus koffeinhaltige Getränke zu meiden, gibt es nicht. Auch die Meidung anderer Lebensmittel ist in aller Regel unnötig.

## Vorbeugung
Es sind nicht nur Menschen gefährdet, die berufsbedingt Lärm ausgesetzt sind, sondern auch Besucher von Konzerten, Diskotheken und Festivals. Entsprechender Gehörschutz hilft, vorzubeugen. Außerdem gibt es Medikamente, die dem Ohr schaden können. Diese Präparate zu vermeiden oder nur in niedriger Dosis einzunehmen, kann ebenfalls helfen, Tinnitus vorzubeugen.

## Trivia
Einen komponierten Tinnitus gibt es im Streichquartett Nr. 1 e-Moll Aus meinem Leben des tschechischen Komponisten Bedřich Smetana. Etwa zweieinhalb Minuten vor dem Ende des vierten Satzes Vivace (nach heutiger Aufführungspraxis) bricht die bis dahin beschwingte Musik plötzlich ab, und über einem bedrohlich klingenden tiefen Tremolo von 2. Violine, Viola und Violoncello setzt für etwa zehn Sekunden die erste Violine mit einem langgezogenen viergestrichenen E ein, das durch seine extrem hohe Lage im Gegensatz zu den übrigen Instrumenten wie ein störender Pfeifton wirkt. Dieses E soll den Tinnitus wiedergeben, der den Komponisten gequält hat.

### Leitlinien
- S3-Leitlinie Chronischer Tinnitus der Deutschen Gesellschaft für Hals-Nasen-Ohren-Heilkunde, Kopf- und Hals-Chirurgie (DGHNO-KHC). In: AWMF online (Stand 2021)
- National Institute for Health and Care Excellence (NICE): Tinnitus: assessment and management  – NICE guideline [NG155]. 2020, ISBN 978-1-4731-3711-0, PMID 32437098 (englisch, org.uk).
- Kaoru Ogawa, Hiroaki Sato, u. a.: Clinical practice guidelines for diagnosis and treatment of chronic tinnitus in Japan. In: Auris Nasus Larynx. Band 47, Nr. 1, Februar 2020, doi:10.1016/j.anl.2019.09.007, PMID 31606294 (englisch).
- D. E. Tunkel, C. A. Bauer, u. a.: Clinical practice guideline: tinnitus. In: Otolaryngology – Head and Neck Surgery. Official Journal of American Academy of Otolaryngology-Head and Neck Surgery, Band 151, Nummer 2 Suppl, Oktober 2014, S. S1–S40; doi:10.1177/0194599814545325, PMID 25273878 (freier Volltext).
- Ulrike Meyer-Timpe: Bitte endlich Ruhe: Forscher begreifen immer besser, wie ein Tinnitus entsteht. Gibt es bald eine wirksame Therapie gegen den Dauerton im Ohr? In: Die Zeit, Nr. 34/2016.